# Ед Данилюк
Ед Данилюк (нар. 18 травня 1978, Володимир-Волинський) — сучасний письменник, який пише твори в жанрі детективу, а також науково-популярні новели. «Ед Данилюк» є псевдонімом, справжнє ім'я невідоме.

## Життєпис
Народився у Володимир-Волинському. Закінчив Володимир-Волинську школу № 3.
Можливо, походить із родини військових. Випускник Гарвардського університету.

## Книги

### «Дедуктивіст Війт та його неймовірні розслідування» (рос.«Сыщик Вийт и его невероятные расследования»)
Іронічний ретро-детектив з елементами стімпанку.
Анотація: «Його мужнє обличчя вкривають подряпини. Але погляд впевнений і безпардонний. Зробивши комплімент чарівній дамі, він поспішає розплутати чергову гучну справу. Це легендарний детектив Війт. Дія відбувається у 2025 році, але світ усе ще живе в 19 столітті. Чоловіки носять циліндри, дами ходять у довгих сукнях, всюди пихтять паромобілі, на вулицях і в будинках горять газові світильники. І ставлення до життя не змінюється з поколіннями. Такий спокійний, передбачуваний уклад може навіть здатися привабливим. Але дивлячись ззовні, читач зрозуміє, що з людством щось не так. Дедуктивісту Війту доведеться розслідувати справу, яке змінить весь світ».
- Москва: ЕКСМО, 2021[6], ISBN 978-5-04-123078-4
- Москва: «Eksmo Digital», 2020[7]
- Перша глава роману видана окремим оповіданням «Дедуктивіст Війт та справа про танжерський пунш» (рос. «Сыщик Вийт и дело о танжерском пунше»), Москва: «Издательские решения», 2019, ISBN 978-5-005-02347-6

### «Пожежа Саніри» (рос.«Пожар Саниры»)
Історичний детектив, дія якого розгортається 5,5 тисяч років тому у місті Трипільської цивілізації.
Анотація: «Дія роману відбувається на зорі цивілізації, п'ять із половиною тисяч років тому в одному з перших міст Європи, місті Трипілля. Таємнича пожежа почалася вночі, вогонь спалахнув одночасно в різних місцях, і жоден будинок не вцілів. У світі, де допомоги чекати нізвідки, тисячі людей опиняються в скрутному становищі. Наступні дні не приносять ясності, загадки лише множаться. Волею долі молодий городянин Саніра стає учасником цих страшних подій…»
- Київ: Видавництво імені Олени Теліги, 2015, ISBN 978-966-355-123-4

- Москва: «Рипол-классик», 2016, ISBN 978-5-519-49342-0

### «Тризуб-імперіал» (рос.«Трезуб-империал»,пол.«Tryzub Imperiał»)
Ретро-детектив, який описує західноукраїнське місто Володимир у 1982 році й у XIII сторіччі, коли це місто було столицею держави династії Романовичів.
Анотація: «Осінь 1982 р. Маленьке західноукраїнське місто (в далекому минулому — столиця великої держави) вражене гучними вбивствами. З ними якось пов'язана дивна знахідка, що розбурхує уяву слідчих, — незвичайна монета, золотий імперіал, монета держави, якої ніколи не існувало».
- Луцьк: «Волинянин», 2013, ISBN 978-966-1599-30-6
- Москва: «Зебра Е», 2013, ISBN 978-5-905629-77-8
- Warszawa: «e-bookowo», 2019, ISBN 978-83-7859-811-4 (перекл. Zbigniew Landowski)

### «Лабораверум»
- Інтернетний цикл новел про великі відкриття у медицині[8]. Цикл розпочато у червні 2020 р.[9]. Нові новели продовжують виходити. Їх публікація окремою книгою запланована у 2021 р[8][10].

## Сценарії
- «Лабораверум», цикл науково-популярних телепередач за матеріалами новел «Лабораверум» (перший сезон із 4 випусків вийшов у жовтні 2021 року, продюсерський центр «Meteor Production», Київ, режисер Денис Соболєв)[11].
- У грудні 2020 року Одеська кіностудія оголосила про препродакшен 6-серійного телесеріалу «Лікар Філатов», у якому Ед Данилюк є співавтором сценарію[12].
- У жовтні 2019 року продюсерський центр «ІнсайтМедіа» (продюсер В. Філіппов) та режисер Олександр Кірієнко оголосили про препродакшен по екранізації роману «Пожежа Саніри»[13]. Роботи проводяться за підтримки Українського культурного фонду[14][15]. В листопаді 2019 року підтверджено завершення створення сценарію та тізеру фільму[16][17]. За повідомленнями творчої групи «Пожежа Саніри» — це «детективна історія про дорослішання, яка є захопливою і сама по собі, але особливого шарму їй додає той цікавий факт, що дія розгортається в далекій давнині в Трипільському місті. Трипілля, ймовірно, — епоха, що найбільш романтизується українцями»[18]. Роботи консультують проф. М. Ю. Відейко. Співавторами сценарію виступили сам Ед Данилюк та кіноакадемік Деніс Замрій[19][20]. Фільм «Пожежа Саніри» названо одним з найочікуваніших українських кінопроєктів[21].